# ピクルス ザ フロッグ
『ピクルス ザ フロッグ』（pickles the frog）は、ナカジマコーポレーションによるカエルのぬいぐるみキャラクター。『かえるのピクルス』とも呼ばれている。

## 概要
1994年に「ぬいぐるみを雑貨のようにオシャレに」をコンセプトとしたオリジナル生地スパイスミックスシリーズのぬいぐるみとして登場した。
スパイスミックスとは、1993年に雑貨系ぬいぐるみとしてクマ、イヌからスタートしたぬいぐるみのシリーズで、シリーズの為に開発した生地はアクリルの糸をカールさせてからミックスして織ったもので、普通のぬいぐるみの毛の感じをあえて出さなかったのが特徴。その生地の特徴から『スパイスミックスシリーズ』というネーミングになった。このシリーズの中で売れ続けてきたのが「かえるのピクルス」であり、ナカジマコーポレーションの広報によるとぬいぐるみの売れ行きが落ちる梅雨時に雑貨店で傘などと一緒に置くことで売れ続けてきたという。

## プロフィール
※ピクルス ザ フロッグ公式サイトに基づく。
- 誕生日：1994年6月1日（梅雨の始めの頃）
- 生まれ：qua mei dou（クヮ・メイ・ドゥ）自称フランス出身、「亀戸なんじゃないの?」と疑われている。
- 性別：秘密
- 特技：クロール
- 好きなもの：雨の日
- 嫌いなもの：暖房・乾燥
- 友達：近所のこども
- 性格：しっとりと明るい性格

## テレビアニメ
2020年10月4日から12月27日まで『かえるのピクルス - きもちのいろ -』のタイトルでBS12 トゥエルビにて放送された。2分間の短編アニメ。全12話。

### キャスト
| 話数   | 役者                                          | 役名         |
| ------ | --------------------------------------------- | ------------ |
| 第1話  | 渡邉美穂（当時日向坂46） 丹生明里（日向坂46） | ミホ あかり  |
| 第2話  | 七海ひろき                                    | ソウマ       |
| 第3話  | 奥菜恵                                        | さやか       |
| 第4話  | 金村美玖（日向坂46）                          | みく         |
| 第5話  | 木村昴                                        | ナレーション |
| 第6話  | 木根尚登（TM NETWORK）                        | キネ課長     |
| 第7話  | 丹生明里（日向坂46）                          | あかり       |
| 第8話  | 早見沙織                                      | 美大生       |
| 第9話  | 要潤                                          | イケダ部長   |
| 第10話 | 林原めぐみ                                    | プランナー   |
| 第11話 | 池田昌子                                      | てる         |
| 第12話 | 森口博子                                      | ナレーション |

### スタッフ
- 監督 - 浅井幸信[1]
- 人物キャラクターデザイン・作画 - 越前菜都子[1]
- 脚本 - 待田堂子[1]、ひるまちかこ[1]
- 制作 - サニーガーペン[1]
- 製作・版元 - アニメかえるのピクルス製作委員会[1]、ナカジマコーポレーション[1]

### 主題歌
「Hopping On」
木根尚登の歌・作曲による主題歌。作詞は小室みつ子。

### 各話リスト
| 話数   | サブタイトル             | 脚本         | 絵コンテ | 演出     | 初放送日       |
| ------ | ------------------------ | ------------ | -------- | -------- | -------------- |
| 第1話  | ファイトのきずな         | ひるまちかこ | 浅井幸信 | 浅井幸信 | 2020年 10月4日 |
| 第2話  | おひさまみつけた         | ひるまちかこ | 浅井幸信 | 浅井幸信 | 10月11日       |
| 第3話  | ほほえみのきおく         | 待田堂子     | 浅井幸信 | 浅井幸信 | 10月18日       |
| 第4話  | ホッピン・タップ         | 待田堂子     | 浅井幸信 | 浅井幸信 | 10月25日       |
| 第5話  | 出動！ピクルス・ファイブ | 待田堂子     | 浅井幸信 | 浅井幸信 | 11月1日        |
| 第6話  | ウクレレ・ラニレレ       | ひるまちかこ | 浅井幸信 | 北川徹也 | 11月8日        |
| 第7話  | ベリーベリー大作戦       | ひるまちかこ | 浅井幸信 | 浅井幸信 | 11月15日       |
| 第8話  | えのぐとあそぼう         | ひるまちかこ | 浅井幸信 | 浅井幸信 | 11月22日       |
| 第9話  | うわさの部長             | 待田堂子     | 浅井幸信 | 浅井幸信 | 12月6日        |
| 第10話 | ベールのやくそく         | 待田堂子     | 浅井幸信 | 浅井幸信 | 12月13日       |
| 第11話 | ロックンロール日和       | ひるまちかこ | 北川徹也 | 浅井幸信 | 12月20日       |
| 第12話 | 月夜のひみつ             | 待田堂子     | 浅井幸信 | 浅井幸信 | 12月27日       |

### 放送局
| 放送期間                 | 放送時間           | 放送局          | 対象地域 | 備考                      |
| ------------------------ | ------------------ | --------------- | -------- | ------------------------- |
| 2020年10月4日 - 12月27日 | 日曜 21:55 - 22:00 | BS12 トゥエルビ | 日本全域 | BS放送 / リピート放送あり |

## その他
- テレビ朝日系列のバラエティ番組『雨上がり決死隊のトーク番組アメトーーク!』のセットで使用されている[1]。
- TBS系列の「火曜ドラマ」で2020年1月期に放送されたテレビドラマ『恋はつづくよどこまでも』の劇中に、ピクルス ザ フロッグのぬいぐるみが登場した[7]。